# Байдак Василь Васильович
Василь Васильович Байдак (14 січня 1991 , Вінниця ) — український стендап-комік і волонтер. Свої виступи часто сам характеризує як комедію спостереження[джерело?].
У листопаді 2023 року увійшов до рейтингу «Української правди» 100 українських лідерів, гумориста відзначили у категорії «Культура».

## Життєпис
Народився у Вінниці, змалку проявляв бажання веселити людей.
Після отримання середньої освіти вступив у Національний юридичний університет імені Ярослава Мудрого, де займався гумором у складі місцевої команди КВК. У 2012 році разом з Олександром Сердюком, Олегом Свищем та Вадимом Козедубом створив команду «Воробушек» та виступав у харківській лізі. У квітні, під час однієї з ігор, команду було дискваліфіковано через різний сценарій під час репетиції та на сцені. Після цього учасники команди створили театр абсурду «Воробушек».
Брав участь у телевізійних шоу Розсміши коміка та Лізі сміху у складі команди театру абсурду «Воробушек».
У 2013 році вперше дав сольний стендап концерт під псевдонімом Дядя Вася.
Часто бере участь у різних проєктах стендап-клубу «Підпільний стендап».

### Під час повномасштабного вторгнення
З березня 2022 року Байдак долучився до зборів коштів на потреби ЗСУ, проводить благодійні стендап-виступи в зоні бойових дій. Учасник пародійного гурту BADstreet Boys.
4 лютого 2024 року разом із Тімуром Мірошниченком та Юлією Саніною був співведучим на фіналі Нацвідбору на Євробачення-2024.

## Особисте життя
Дружина — Єлизавета Сазонова, з якою був у стосунках зі студентства. Вона активно допомагає Василю в організації виступів, зніманнях і волонтерській роботі.

## Відзнаки
- У лютому 2024 отримав від компанії «Нова пошта» відзнаку «Варті» в номінації «Креативні комунікації»[8].

### Відео
- Василь Байдак - стендап про родичів у Росії та повернення в Київ / Підпільний Стендап на YouTube
- Василь Байдак - «Комедія спостереження за абсурдом». Сольний стендап концерт 2022 на YouTube
- Василь Байдак в Сніданку 1+1. Серйозна розмова про жарти на YouTube
- Василь Байдак - Постригся / Підпільний Стендап на YouTube